# إيفو ناكيتش
إيفو ناكيتش مواليد 26 مايو 1966 في رييكا، جمهورية كرواتيا الاشتراكية، هو لاعب كرة سلة كرواتي. بدأ مسيرته الاحترافية في سنة 1984. اعتزل اللعب في 2001.

## المسيرة الاحترافية
لعب مع سيبونا من سنة 1984 إلى 1986، ثم لعب مع بارتيزان من سنة 1986 إلى 1992، ثم لعب مع سيبونا في موسم 1992–1993، ثم لعب مع باسكت مانريسا في الدوري الإسباني في موسم 1993–1994، ثم لعب مع كرشكو من سنة 1995 إلى 1997، ثم لعب مع كركا من سنة 1998 إلى 2000، ثم لعب مع زلاتوروج لاشكو في موسم 2000–2001.

## روابط خارجية
- إيفو ناكيتش على موقع الاتحاد الدولي لكرة السلة (الإنجليزية)
- إيفو ناكيتش على موقع الدوري الإسباني لكرة السلة (الإسبانية)
- إيفو ناكيتش على موقع كرة السلة الأوروبية.كوم (الإنجليزية)
- إيفو ناكيتش على موقع بروبوليرز (الإنجليزية)
- إيفو ناكيتش على موقع سبورتس رفرنس (الإنجليزية)